# يرينا كودليتشكوفا
يرينا كودليتشكوفا (من مواليد 20 مايو 1986) هي لاعبة قفز بالزانة تشيكية سابقة. فازت ببطولة أوروبا لألعاب القوى 2012 في هلسنكي وبطولة العالم داخل الصالات المغلقة 2014.

## نشأتها
ولدت يرينا في 20 مايو 1986 في بلزن، تشيكوسلوفاكيا هي ابنة العداء التشيكي فرانتيشيك بتاتشنيك. حققت بتاتشنيكوفا أفضل رقم شخصي لها (داخلي) بارتفاع 4.70 متر في دونيتسك عام 2012. كان هذا رقمًا قياسيًا تشيكيًا. حسنت الرقم إلى 4.71 متر في عام 2014، وهو أيضًا رقم قياسي تشيكي.
كما حققت أفضل رقم شخصي لها في الهواء الطلق بـ 4.76 مترًا في بلزن في سبتمبر 2013.

## حياتها الشخصية
في 21 سبتمبر 2012 تزوجت من لاعب سباقات الحواجز بيتر سفوبودا، لكن الزوجين انفصلا في عام 2014. في سبتمبر 2020 تزوجت من لاعب القفز بالزانة يان كودليتشكا.